# Triophtydeus triophthalmus
Triophtydeus triophthalmus är en spindeldjursart som först beskrevs av Oudemans 1929.  Triophtydeus triophthalmus ingår i släktet Triophtydeus, och familjen Meyerellidae. Arten är reproducerande i Sverige.